# Firas Chaouat
Pour les articles homonymes, voir Chaouat.
Firas Chaouat, né le 8 mai 1996 à Sfax, est un footballeur international tunisien qui évolue au poste d'avant-centre au Club africain.

## Biographie

### En club
Il participe à la coupe de la confédération en 2017 avec le  Club sportif sfaxien.
Il inscrit sept buts en première division tunisienne lors de la saison 2017-2018.

### En équipe nationale
Il joue son premier match en équipe de Tunisie le 16 octobre 2018, contre le Niger. Il brille lors de cette rencontre en inscrivant ses deux premiers buts en sélection. Ce match gagné 1-2 par les Tunisiens rentre dans le cadre des éliminatoires de la CAN 2019.

## Palmarès
- Coupe de Tunisie (2) :
  - Vainqueur : 2019, 2021

## Distinctions personnelles
- Meilleur buteur du championnat de Tunisie 2024-2025 avec l'ES Sahel (17 buts)